# Gran Premio Mediterráneo
El Gran Premio Mediterráneo es una carrera ciclista en Turquía. Creada en 2021, forma parte del UCI Europe Tour desde su primera edición, en la categoría 1.2.

## Palmarés
| Año  | Ganador         | Segundo          | Tercero       |
| ---- | --------------- | ---------------- | ------------- |
| 2021 | Onur Balkan     | Geórgios Boúglas | Noah Granigan |
| 2022 | Anatoliy Budyak | Daniil Marukhin  | Mustafa Sayar |

## Palmarés por países
| País    | Victorias |
| ------- | --------- |
| Turquía | 1         |
| Ucrania | 1         |